# 2012年ロンドンオリンピックのルクセンブルク選手団
2012年ロンドンオリンピックのルクセンブルク選手団（2012ねんロンドンオリンピックのルクセンブルクせんしゅだん）は、2012年7月27日から8月12日までイギリスのロンドンで開催されたロンドンオリンピックルクセンブルク選手団の名簿。

## 概要
女子柔道52kg級のマリー・ミュラーが3位決定戦で敗れて5位に終わり、1952年ヘルシンキオリンピック以来60年ぶりとなる同国のメダル獲得を逃した。自転車競技にはフランク・シュレクとアンディ・シュレクの兄弟が出場予定だったが、アンディはケガ、フランクは大会前のツール・ド・フランス2012でドーピングの陽性反応を示したために出場できなかった 。

## 選手団
- 人員: 選手 9人
- 開会式旗手: マリー・ミュラー

## 種目別選手・スタッフ名簿及び成績

### 柔道
- マリー・ミュラー（女子52kg級）5位

### 自転車
- ローラン・ディディエ（男子ロードレース）5時間46分37秒（64位）
- Christine Majerus（女子ロードレース）3時間35分56秒（21位）

### テニス
- ジレ・ミュラー（男子シングルス）2回戦敗退

### 卓球
- 倪夏蓮（女子シングルス）2回戦敗退

### アーチェリー
- Jeff Henckels（男子個人）1回戦敗退

### 射撃
- Carole Calmes（女子10mエアライフル）予選敗退（48位）

### 競泳
- Laurent Carnol
  - （男子100m平泳ぎ）1分01秒46 予選敗退（26位）
  - （男子200m平泳ぎ）2分11秒17 準決勝敗退（15位）
- Raphaël Stacchiotti
  - （男子200m個人メドレー）2分0秒38 予選敗退（17位）
  - （男子400m個人メドレー）4分17秒20（国内新記録） 予選敗退（18位）

## 外部サイト
- Luxembourg - International Olympic Committee